# Kera Sherwood-O'Regan
Kera Sherwood-O'Regan   (Dunedin, c. 1992) és una dona maorí de l'Illa del Sud de Nova Zelanda preocupada pel canvi climàtic i els drets dels indígenes. És defensora dels discapacitats. A la COP25 va dir als delegats: «Deixeu d'ocupar espai amb les vostres falses solucions i allunyeu-vos del nostre camí».
El 2023 es va convertir en una de les 100 dones de la BBC d'aquell any.

## Biografia
Sherwood-O'Regan és una maori de Te Waipounamu (Illa del Sud de Nova Zelanda). És membre de l'iwi Ngāi Tahu i va néixer al voltant de 1993. Té una família ben connectada a Nova Zelanda. La seva mare és Viv Greenwood i el seu pare és Gerard O'Regan, conservador del Museu Tūhura Otago. El seu avi és l'acadèmic Tipene O'Regan. La seva formació va incloure estudis de medicina i una de les seves preocupacions és la salut. És membre de la junta d'Ora Taiao, una organització de professionals de la salut que defensa l'acció per mitigar el canvi climàtic.
A la COP25 va protestar davant l'organització i els mitjans de comunicació assenyalant que els indígenes estaven a la plataforma de la cerimònia d'obertura, però després van ser ignorats o utilitzats com a «fitxes». Va dir que s'aplicaven normes especials i s'ignoraven els drets humans. Va dir en nom del Fòrum Internacional de Pobles Indígenes sobre el Canvi Climàtic que «Som experts en clima. Som els kaitiaki, els administradors de la natura».Els indígenes no tenen representació oficial ja que només les nacions tenen delegats oficials. A la COP25 se li va prometre que podria parlar. Ella es va dirigir a la conferència però no va poder arribar fins molt després que s'acabès. Va cridar l'atenció dels mitjans de comunicació quan va dir als delegats que el Fòrum Internacional de Pobles Indígenes sobre el Canvi Climàtic volia que «deixin d'ocupar espai amb les vostres falses solucions i s'allunyin del nostre camí».
El 2020 hi va haver eleccions a Nova Zelanda. El diari britànic The Guardian va demanar a O'Regan com a «comentista principal» que digués el seu veredicte a l'administració anterior. Va donar al govern de Jacinda Ardern una «C+» assenyalant que van fer els pronunciaments però no van fer canvis. Un aspecte que li va agradar va ser el Partit Verd, que havia batejat ambiciós la seva Llei de Carboni Zero, però va ser «desllustrat».
Va ser nomenada com una de les 100 dones de la BBC per al 2023 en reconeixement del seu treball sobre el canvi climàtic i els drets dels indígenes i com a defensora dels discapacitats.